# Adetus aberrans
Adetus aberrans là một loài bọ cánh cứng trong họ Cerambycidae.